# Idactus bettoni
Idactus bettoni är en skalbaggsart som beskrevs av Charles Joseph Gahan 1898. Idactus bettoni ingår i släktet Idactus och familjen långhorningar.
Artens utbredningsområde är:
- Botswana.
- Kenya.
- Malawi.
- Moçambique.
- Zimbabwe.

Inga underarter finns listade i Catalogue of Life.